# Ян I Опольский
Ян I Опольский (пол. Jan I Opolski; между 1410 и 1413 — 5 сентября 1439) — князь Опольский (1437—1439) (вместе с младшим братом Николаем I).

## Биография
Представитель опольской линии Силезских Пястов. Второй сын князя Болеслава IV Опольского и Маргариты Горицкой.
После смерти отца в 1437 году Ян вместе с младшим братом Николаем I унаследовал Опольское княжество.
6 октября 1438 года Ян вместе с братьями принес принес ленную присягу одиннадцатилетнему польскому королевичу Казимиру Ягеллону после избрания его новым королем Чехии. Но после поражения сторонников Казимира и его последующего отказа от претензий на чешский трон на съезде во Вроцлаве 3 декабря того же 1438 года они принесли оммаж Альбрехту Габсбургу как новому королю Чехии.
Ян I Опольский скончался 5 сентября 1439 года, место его захоронения неизвестно. Так как он никогда не вступал в брак и не имел детей, единоличным правителем Опольского княжества стал его брат Николай I).